# Сен-Марсе
Сен-Марсе́ (фр. Saint-Marcet, окс. Sent Marcèth) — коммуна во Франции, находится в регионе Юг — Пиренеи. Департамент — Верхняя Гаронна. Входит в состав кантона Сен-Годенс. Округ коммуны — Сен-Годенс.
Код INSEE коммуны — 31502.

## География
Коммуна расположена приблизительно в 650 км к югу от Парижа, в 75 км к юго-западу от Тулузы.
По территории коммуны протекает река Луж.

## Климат
Климат умеренно-океанический. Зима мягкая и снежная, весна характеризуется сильными дождями и грозами, лето сухое и жаркое, осень солнечная. Преобладают сильные юго-восточные и северо-западные ветры.

## Население
Население коммуны на 2010 год составляло 411 человек.
| 1962 | 1968 | 1975 | 1982 | 1990 | 1999 | 2010 |
| ---- | ---- | ---- | ---- | ---- | ---- | ---- |
| 446  | 401  | 354  | 348  | 395  | 393  | 411  |

## Администрация
| Период | Период | Фамилия       | Партия | Примечания |
| ------ | ------ | ------------- | ------ | ---------- |
| 1977   | 2014   | Жорж Лавинь   |        |            |
| 2014   | 2020   | Шанталь Милле |        |            |

## Экономика
В 2010 году среди 246 человек трудоспособного возраста (15—64 лет) 173 были экономически активными, 73 — неактивными (показатель активности — 70,3 %, в 1999 году было 72,8 %). Из 173 активных жителей работали 150 человек (89 мужчин и 61 женщина), безработных было 23 (13 мужчин и 10 женщин). Среди 73 неактивных 18 человек были учениками или студентами, 34 — пенсионерами, 21 были неактивными по другим причинам.

## Фотогалерея

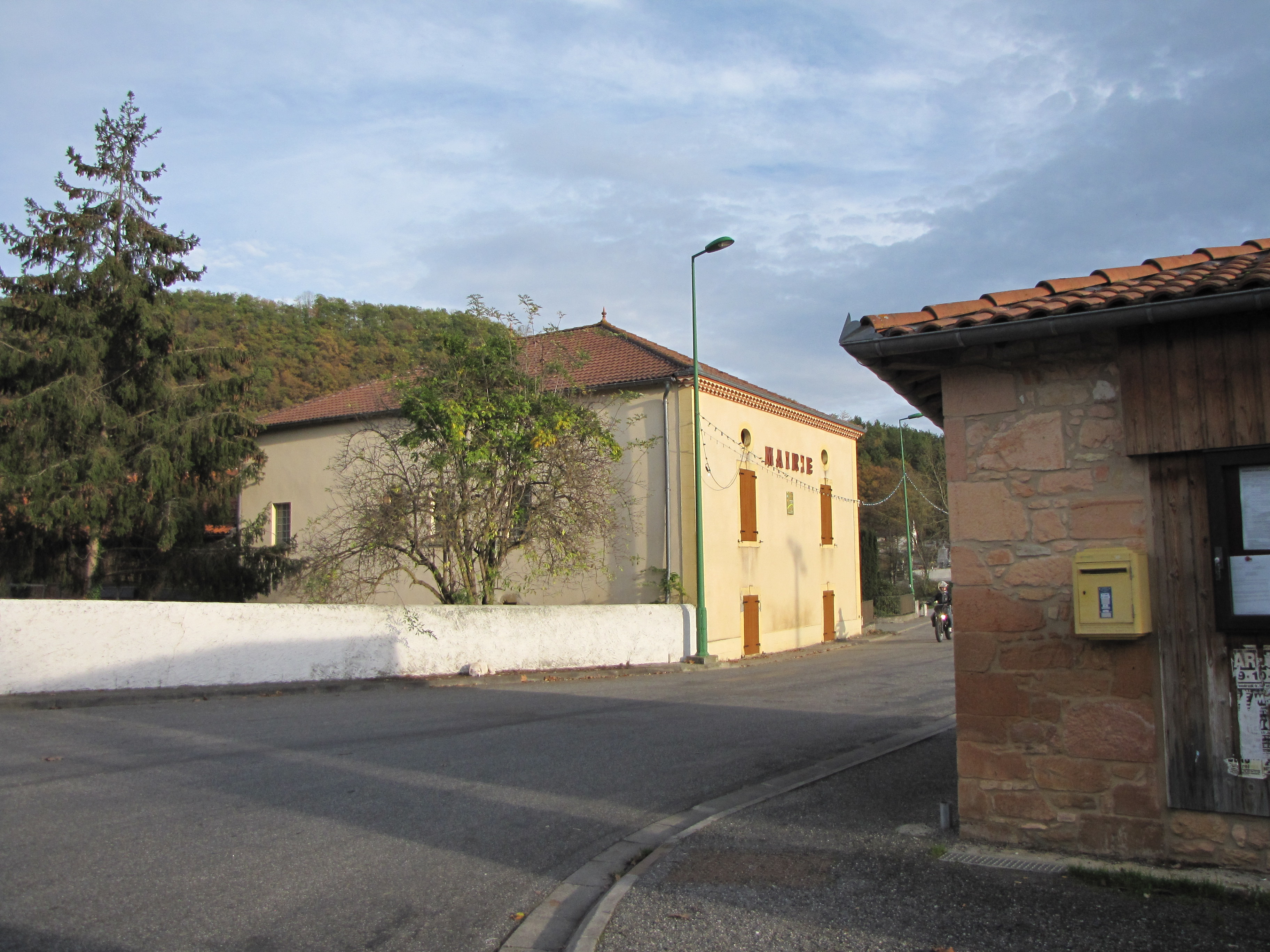
Мэрия
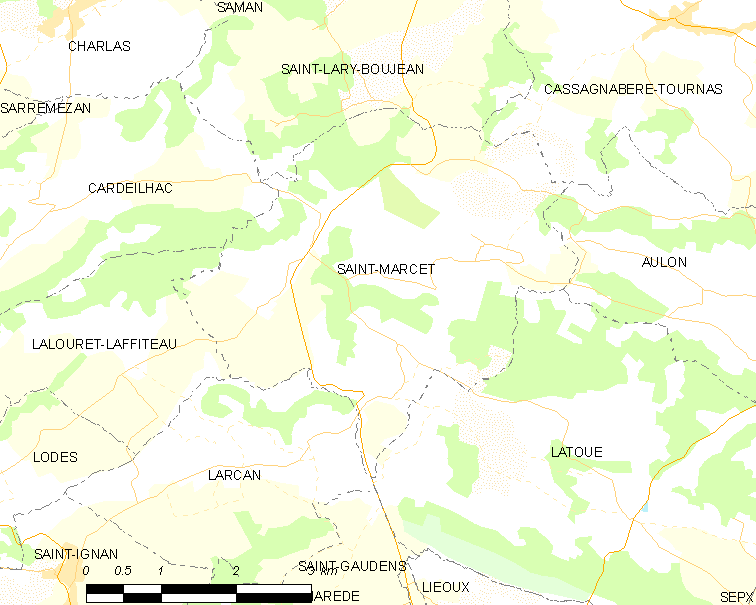
Карта коммуны